# Tonträgerkatalog
Der Tonträgerkatalog (auch: Tonträgerverzeichnis) ist in der Musikindustrie ein numerisches Verzeichnis eines Musiklabels oder ein Gesamtverzeichnis, das alle veröffentlichten Tonträger nach einem bestimmten Ordnungsmerkmal auflistet. Bei Schallplatten spricht man auch von „Diskografie“.

## Allgemeines
Tonträgerhersteller (umgangssprachlich Plattenfirma oder CD-Hersteller) veröffentlichen weltweit ihre Musikwerke auf meist eigenen Musiklabels mit einer numerischen Reihenfolge, die sich nach dem chronologischen Veröffentlichungsdatum richtet. Gründe hierfür sind die Schaffung zweifelsfreier Bestellmöglichkeiten durch Handel und Käufer, die einwandfreie Archivierung aller erschienenen Musiktitel sowie eine genauere diskografische Erfassung. Auch offizielle Hitparaden wie von der Fachzeitschrift Billboard referenzieren auf die Katalog-Nummern der Hits.
Man unterscheidet den für Archivierungs- oder diskografische Zwecke von Musiklabels erstellten Katalog und den reinen Sammler- oder Preiskatalog, der außerhalb der Musikindustrie zusammengestellt wird. Zur letzteren Kategorie gehört der Katalog von Goldmine, der eine alphabetische Auflistung für Sammler von Vinyl-Schallplatten darstellt, aufgeteilt in „Record Album Price Guide“ und „Price Guide to 45 RPM Records“. Er enthält neben den diskografischen Angaben auch Preisvorschläge und Abspielqualitäten und gehört zu den Preiskatalogen.

## Ablauf
Ein neu gegründetes Musiklabel bekommt vom nationalen IFPI-Verband (International Federation of the Phonographic Industry) zunächst einen Labelcode zugewiesen, der die Grundlage einer Katalogisierung darstellt. Die ersten und weiteren Tonträger-Veröffentlichungen dieses Musiklabels erfolgen dann durch fortlaufende Nummerierung aller erschienenen Tonträger. Singles und LPs können auf diese Weise nicht nur durch Musiktitel und Interpret voneinander unterschieden, sondern auch nach ihrer Katalog-Nummer sortiert werden. LPs erhalten jeweils eine einheitliche Katalog-Nummer, unter welcher dann alle auf der LP vorhandenen Musiktitel verzeichnet sind. Eine katalogmäßige Differenzierung zwischen Singles und LPs durch unterschiedliche Nummernkreise ist üblich.
Das Verfahren soll am Beispiel des US-amerikanischen Labels Monument Records verdeutlicht werden. Dieses Independent-Label wurde im März 1958 gegründet und veröffentlichte seine erste Single im Oktober 1958 unter der Katalog-Nummer 45–400 (Gotta Travel On von Billy Grammer). Während mit der Signatur „45“ die Single gekennzeichnet wird, beginnt der Katalog hier nicht bei „1“, sondern mit der – willkürlich gewählten – Zahl „400“. Zweite Single im Katalog war The Shag (Is Totally Cool) von Billy Graves (Katalog: Monument Records 45-401), erschienen erst im Dezember 1958. Im Regelfall stimmt die nummerische Reihenfolge auch mit der chronologischen überein, wodurch später die Arbeit der Sammler und Diskografen erleichtert wird. Nicht übereinstimmen muss die Chronologie der Aufnahmedaten im Tonstudio mit der Reihenfolge im Katalog. So kann es sein, dass zeitlich früher aufgenommene Musiktitel zunächst zurückgehalten und später aufgenommene bereits früher im Katalog veröffentlicht werden.
Die nummerische Reihenfolge kann durch verschiedene Umstände gestört werden. So führen beispielsweise Wiederveröffentlichungen („Re-issues“; siehe Remake) dazu, dass ein Tonträger unter derselben Katalog-Nummer erneut erscheint, mit der er früher veröffentlicht wurde, auch wenn die aktuelle Nummerierung bereits fortgeschritten ist. Wird ein Musiklabel von einem anderen übernommen, so führt dies häufig zu einer Neu-Nummerierung des betroffenen Katalogs.

## Deutschland
Neben diesen labelbezogenen Katalogen gibt es weltweit auch national organisierte Gesamtkataloge. In Deutschland erscheinen jährlich rund 10.000 Tonträger mit etwa 60.000 Musiktiteln, so dass Interessenten eine systematische Suche ermöglicht und ein Überblick verschafft werden muss. Daher erfasst der Bundesverband der Phonographischen Wirtschaft e. V. (heute Bundesverband Musikindustrie) seit 1964 alle in Deutschland erschienen Musiktitel im „Großen deutschen Schallplattenkatalog“, der seit 1972 „Gemeinschaftskatalog“ heißt. Er wird jedoch nicht kumuliert, sondern dient in erster Linie als Verkaufshilfe für den Handel. Eine systematische Dokumentation der deutschen Musikproduktion gibt es seit 1970, wobei die Arbeit der 1961 gegründeten „Deutschen Musikphonothek“ weitergeführt werden kann. Hier wird seit 1974 monatlich die „Deutsche Bibliographie – Musiktonträgerverzeichnis“ publiziert.
Das gleiche Ziel verfolgt der seit 1952 erscheinende „Bielefelder Katalog“ (mittlerweile auch online verfügbar) mit seinen Ausgaben für „Klassik“ und „Jazz“. Er stellt jedoch eine kumulierte Auflistung aller bisher erschienenen Musikwerke dar, wobei er detailfreudig bis hin zur Besetzung auflistet.
Auch große Phonotheken, wie das Deutsche Rundfunkarchiv (DRA), publizieren Tonträgerkataloge.

## International
Das US-amerikanische Musiklabel Columbia Records veröffentlichte bereits 1891 ein Verzeichnis kommerzieller Tonaufnahmen. Archivierende Institutionen sind in Österreich das „Phonogrammarchiv der Akademie der Wissenschaften“ (gegründet 1899), die italienische „Discoteca di Stato“ (1928), die französische „Phonotèque Nationale“ (1938), das „British Institute of Recorded Sound“ (1955) und die wohl weltweit größte „Library of Congress“ (1927) in den USA.